# 月亭文都 (2代目)
2代目 月亭 文都（つきてい ぶんと、1843年 - 1900年4月25日）は、日本の落語家（上方噺家）。本名: 岡田龜吉。出囃子は『玉川くずし』。

## 人物
大阪市中央区空堀出身。生家は曲物職人。初代桂文枝の門下になる以前の経歴については不明な点が多い。18、19歳頃のより素人落語に加わる。2代目立川三玉齋の門下で九玉、明治3年に桂文東の門下で春吉、明治4年頃に師・文東が2代目桂九鳥と改名した際、4代目桂文當と改める。1872年（明治5年）、初代桂文枝の門下に移り、2代目桂文都を襲名。
文當の時代には胡弓と即席噺を得意とし、絹パッチの粋な姿で高座を賑わせた。後、同門の初代桂文三（後の2代目文枝、桂文左衛門）、初代桂文之助（後の2世曽呂利新左衛門）、初代桂文團治と共に至芸を称えられ、「四天王」と呼ばれる。
1874年4月3日、師匠の初代文枝が亡くなると、2代目襲名問題が起こる。一門の中で文都と文三の間は舅と婿の関係、つまり文都の妻は文三の妻の母に当たることもあり、文三に敗れた文都はそれを潔しとせず、江戸時代の月亭生瀬以来となる「月亭」を名乗り、桂派を離脱した。ちなみに「月亭」の亭号の由来は、古代中国神話で「月には桂の木が生えている」とされることからで、「桂」が生えているのは「月」があってこそ、という文都の自負心が込められている。
1893年10月、3代目笑福亭松鶴、初代笑福亭福松、2代目桂文團治（後の7代目桂文治）らと共に三友派を立ち上げ、2代目文枝とその一門の桂派と競い合った。法善寺の「紅梅亭」を本拠地に、船場・平野町の「此花館」、北陽（現在の北新地周辺）の「永楽館」、堀江（現在の大阪市西区周辺）の「賑江亭」等を定席としていた。『夢八（夢見の八兵衛、首吊り）』『せむし茶屋（卯の日参り）』『浮世床』『三年酒（神道又）』『らくだ』などを得意とした。
愛敬には欠けるが名人肌で、本格的な芸風であったという。四角四面の顔で「三味線の胴」とあだ名されたが、この四角い顔で表情を変えないのが、広く知られた文都の姿である。最愛の妻が胃癌のために死去した際（本人の死去の際という説もある）、その臨終の床で『仮名手本忠臣蔵』六段目・勘平の名台詞「かくなり果つるは理の当然」を洒落て、「カク（癌の古名）なり果つるは理の当然」と、仏頂面で言ったという。
後年は見台を使わず、初代文枝門下らしく素噺を得意とした。最後の高座は、1900年1月26日、此花館での『新町ぞめき』で、噺の後に胡弓を弾いたという。辞世の歌は「蓮の葉の上はあぶなし閻王の帳場で鬼の顎をはずさん」。
肖像写真が残されており、他にも肖像画の掛け軸が残っている。
戦後の1975年、俳優の早川雄三が映画『鬼の詩』の中で文都役を演じている。
弟子には月亭都勇、月亭小文都、都治（後の2代目桂萬光）、桂春之助（後の初代桂枝太郎「先斗町の枝太郎」）、2代目桂玉團治（初代桂春團治の実の兄）、月亭春松らがいる。
後に文都の名は、上方では3代目桂文都、その弟子で実子の4代目桂文都に引き継がれている。
2013年3月に月亭八方門下の月亭八天が7代目「月亭文都」を襲名した。

## 月亭を名乗る落語家
ちなみに他に月亭を名乗っていた落語家では、上述の通り1800年代に活躍した後に戯作者に転向した月亭生瀬がいた。また月亭文都との直接のつながりはない。
文都一門では上述の通り、1929年出版の『落語系圖』を編纂した月亭春松の他、月亭都勇、その実子の月亭小勇（後の3代目三遊亭圓馬）らがいた。
現在では月亭可朝以下その弟子筋のみが月亭を名乗っている。文都一門との直接のつながりがない可朝が月亭を名乗った理由は月亭可朝の項を参照のこと。なお、可朝は2代目文都から見て兄弟子（初代文團治）の昆孫弟子（孫弟子の孫弟子の孫弟子）にあたる。7代目文都は、月亭可朝の孫弟子である。